# 超!A&G+ナビ
超!A&G+ナビ（ちょうエーアンドジープラスナビ）は、超!A&G+で2007年9月から2010年9月まで放送されていた、超!A&G+で放送されている番組の聴き所や番組紹介のナビゲート番組である。パーソナリティは鈴木久美子。2009年4月より放送時間が1時間に拡大し、新たに氷川竜介がパーソナリティとして加わった。

## 番組内容
- 超!A&G+で放送されている人気番組に潜入してのリポート。鈴木久美子の近況報告もある。

「鈴木久美子の超ラジ!」でレギュラーコーナーだった「スズクミのアニメ検定への道」も不定期に放送されている。
- リスナーからのメール紹介もある。
- この番組は放送時間が突然移動されるケースが多かった（詳しくは放送時間の項を参照）。
- 現在の番組宣伝CMは「だからグロス設けはですね〜（氷川）えっ、このCMもう長いなぁ〜（スズクミ）」で始まる40秒CMが2009年10月頃より流れていた。

過去の番組宣伝CMとして「まいどおなじみ流浪の番組」と言う宣伝文句があった。また、番宣CMの終わりには「来週も聞いてくれるかな?」と言っていた（両方ともタモリが出演しているレギュラー番組から拝借していた。）。

## 放送時間
- 2007年9月8日 - 2008年4月5日

土曜日 20:30 - 21:00（リピート放送：日曜日 10:30 - 11:00）
- 2008年4月8日 - 6月24日

火曜日 21:30 - 22:00（リピート放送：水曜日 11:30 - 12:00）
- 2008年7月14日 - 9月29日

月曜日 22:30 - 23:00（リピート放送：火曜日 12:30 - 13:00）
- 2008年10月6日 - 2009年3月30日

月曜日 22:30 - 23:00（リピート放送：火曜日 12:30 - 13:00、日曜日 21:30 - 22:00、月曜日 11:30 - 12:00）
- 2009年4月6日 -　2010年3月29日

月曜日 16:00 - 17:00（リピート放送：火曜日 6:00 - 7:00、土曜日 8:00 - 9:00）
- 2010年4月5日 - 9月27日

月曜日 16:00 - 17:00（リピート放送：火曜日 6:00 - 7:00）
最終回の翌週リピート放送は改編の関係で放送休止。
臨時編成による放送
- 2009年10月14日

水曜日 24:00 - 25:00（リピート放送 2009年10月15日　12:00 - 13:00）
- 2009年10月18日

日曜日 15:00 - 16:00 ※「超ラジ!Girls スペシャルステージ in JAM2009」による特別番組編成のため

## コーナー
アニメスズクミプッシュ
毎回一つのアニメ番組を取り上げ（新番組が多く始まる時期には複数の番組を取り上げている）、実際に視聴しての感想などを交えつつ紹介する。
2009年4月からはパーソナリティに氷川が加わったのに合わせて、鈴木は「一般視聴者の視点」から、氷川は「アニメの匠の視点」から紹介するようになった。
ピックアッププラス
超!A&G+で放送されている番組の最新情報などを紹介する。その際、取り上げる番組のパーソナリティをゲストに迎えている。また、超!A&G+に番組を持っていないがゆかりのある人物がゲストに来ることもある。
スズクミが行く!
毎回鈴木が超!A&G+で放送されている番組の収録現場に突撃取材する。

## ゲスト
- 2007年9月23日 吉成由貴・山岸愛梨・上村彩子・吉岡さくら
- 2007年10月20日 鷲崎健
- 2007年12月15日 井澤詩織
- 2008年1月12日 戸塚利絵
- 2008年2月23日 伊藤芽衣
- 2008年3月8日 花澤香菜
- 2008年4月8日 豊崎愛生
- 2008年5月20日 明坂聡美
- 2008年6月3日 井口裕香
- 2008年6月17日 三瓶由布子
- 2008年7月14日 森永理科
- 2008年10月27日 早見沙織
- 2009年2月2日 水原薫
- 2009年3月2日 下田麻美
- 2009年4月6日 赤﨑千夏
- 2009年4月20日 後藤邑子
- 2009年5月11日 日笠陽子
- 2009年5月25日 福圓美里
- 2009年6月8日 内山美穂
- 2009年6月22日 飯塚雅弓
- 2009年7月6日 大久保英恵
- 2009年7月20日 吉田佳那子・松尾まどか
- 2009年8月3日 伊藤かな恵
- 2009年8月17日 徳重洋子
- 2009年10月26日 橋詰知久
- 2009年11月9日 藤田咲
- 2009年11月27日 田村睦心
- 2009年12月7日 谷本貴義
- 2010年2月15日 北村妙子・佐藤有世・ハヤコ（TAF☆TAH）
- 2010年3月1日 藤田由美子
- 2010年3月15日 堀江美都子

## 番組のエピソード
- 2度目の放送時間変更の際、当時の番組放送時間変更の告知の宣伝スポットの終わりで「って聞いてないよ!!」と怒った事があった（放送時間変更の原因は同枠に急遽新番組「ぶっちゃけ!トップ・シークレット」を開始することが決定し、この番組の行き場所が二転三転したためらしい。2008年6月28日・7月5日・12日放送の「A-MusicStrrem」の番組内で原口誠司が話していた。）。この時、スズクミは2008年7月の初回放送分の収録を終えた後に放送時間の再度変更を知らされた。なお、本来移動されて放送される予定だった時間は月曜21:30 - 22:00の時間枠だった。
- 2008年10月20日の放送は20:59より発生していた放送事故の影響で冒頭の「超!A&G+ナビ」のタイトルコールが欠けて番組開始となっていた。
- 2009年10月5日初回放送分で超!A&G+の番組改編でこの番組のリピートが増えたというお知らせを番組内で発言していたが、その後2009年10月21日水曜24:00放送分、翌22日木曜リピート放送分から突如「藤田咲・田村睦心のなんやかんや」の新番組枠になることが急遽決まった。このことについて、2009年10月26日初回放送分で水・木曜のリピート放送は「改編時の臨時的なものであった」と訂正した上で再度リピート放送時間の告知と新番組の告知を行った。
- 2009年4月改編に伴い土曜8時 - 9時にもこの番組のリピートが始まったが、1年後の2010年4月改編でその枠に「声優DO」のリピート放送が移動されたため、2010年4月以降リピートは火曜6時のみとなっている。
- 2010年9月13日放送分のエンディングにて番組から2010年9月27日放送分をもって番組が終了することが発表された。なお、最終回である2010年9月27日放送分の翌週月曜リピート放送分は、翌週10月4日から同枠の後継番組「アニスキ!」が放送開始される関係で放送されず、初回放送翌日の2010年9月28日のリピート分をもって放送終了となった。